# آرادو اس‌اس‌دی ۱
آرادو اس‌اس‌دی ۱ (به انگلیسی: Arado_SSD_I) یک هواگرد از نوع هواپیمای جنگنده و هواپیمای آب‌نشین ساخت شرکت آرادو فلوکتسایک‌ورک در آلمان است. هواگرد آرادو اس‌اس‌دی ۱ نخستین پروازش را در ۱۹۳۰ میلادی انجام داد. در مجموع، تعداد ۱ فروند از این هواگرد ساخته شده‌است.
طراح این هواگرد، والتر رتل مهندس آلمانی بود.